# Camirus porosus
Camirus porosus är en insektsart som först beskrevs av Ernst Friedrich Germar 1839.  Camirus porosus ingår i släktet Camirus och familjen sköldskinnbaggar. Inga underarter finns listade i Catalogue of Life.